# Џон Бон Џови
Џон Бон Џови (енгл. Jon Bon Jovi, право име Џон Франсис Бонџови Млађи, енгл. John Francis Bongiovi Junior; Перт Амбој, 2. март 1962) амерички је музичар, пјевач, текстописац, композитор и глумац, најпознатији као вођа рок групе Бон Џови.

## Биографија
Бон Џови је рођен у породици Џона Франсиса Бонџовија старијег, фризера по занимању, родом из Шаке у Сицилији, и Керол Шарки. Има два брата, Ентонија и Метјуа.
Наставу првог и другог разреда средње школе је похађао у средњој школи „Сент Џозеф“, у Метачену, у Њу Џерзију, а потом се пребацио у средњу школу „Сејревил вор меморијал“, такође у Њу Џерзију.

### Почеци каријере
Са 17 година, Бон Џови је радио као чистач у музичком студију свог рођака, Тонија Бонџовија. Године 1980, када је музичар Меко снимао у том студију, Тони је предложио Џона за пјесму „R2-D2 We Wish You A Merry Christmas.“, што је постало први професионални снимак касније прослављеног пјевача (заведен је под именом „Џон Бонџови“ - John Bongiovi). Први пут је добио понуду за уговор о плочи 1983. године.

## Лични живот
Бон Џови је ожењен својом супругом Дороти од 29. марта 1989. године и са њом има четворо дјеце: Стефани Роуз, Џесија Џејмса Луиса, Џејкоба Херлија и Ромеа Џона.